# DMarket
DMarket — онлайн-сервис продажи и обмена внутриигровым контентом, которая позволяет игрокам продавать, покупать и обмениваться игровыми предметами. Разработчики игр зарабатывают на транзакционных комиссиях. Сайт и приложение DMarket запущены в 2017 году и поддерживаются компанией DMarket Ltd., головной офис которой расположен в Санта-Монике (США). У компании также есть офисы в Киеве (Украина) и Лондоне (Великобритания).

## История
Компанию DMarket основал в мае 2017 года Владимир Панченко, владелец компаний по дистрибуции цифрового контента Suntechsoft Corp Limited и World of Games Global Games, а также Skins.Cash, второго крупнейшего в мире сайта по торговле виртуальными предметами. Сооснователями компании стали основатель киберспортивной команды NAVI Александр «ZeroGravity» Кохановский и Тамара Сланова.
DMarket провела два раунда первичного размещения токенов, в августе и в ноябре 2017 года. Во время первого размещения было продано токенов на $11,5 миллионов долларов. По итогам второго размещения сумма инвестиций увеличилась до $19,1 миллионов.
В посевном финансировании DMarket участвовали калифорнийская инвестиционная компания Pantera Capital и основатель инвестиционной группы GrowthUP Денис Долгополый.
Альфа-версия платформы была запущена в октябре 2017. Более доработанная версия, которая включала интеграцию с платформой Steam и позволяла покупать и обменивать предметы из Counter-Strike: Global Offensive и Dota 2, была представлена в марте 2018 года. Также в марте 2018 года DMarket объявила о партнёрстве с Unity Technologies для разработки SDK для игр на движке Unity.
В апреле 2018 DMarket выпустила собственный электронный кошелёк DMarket Blockchain Wallet для Android, который позволил игрокам хранить средства, а также игровые предметы в мобильном приложении. В июне 2018 появилось приложение и для iOS. В августе 2018 DMarket представила SDK для игр на Unity.
В октябре 2018 DMarket Ltd. открыла офис в Лондоне и локализовала сервис, добавив к английской версии русскую. В конце октября 2018 года DMarket анонсировала стратегическое партнёрство с платёжным решением Xsolla. В ноябре 2018, сервис был локализован ещё на 7 языков: немецкий, испанский, французский, корейский, польский, португальский и турецкий. В августе 2019 года сервис перезапущен с расширением функций продажи.
27 февраля 2022 года DMarket заблокировала без предупреждения аккаунты пользователей из России и Белоруссии, причиной называются военные действия в Украине. Средства пользователей из России и Белоруссии были временно заморожены. Тем не менее все средства продолжают оставаться на счетах пользователей.

## Концепция
До августа 2019 года платформа функционировала по модели маркетплейса. Она позволяла игрокам и разработчикам компьютерных игр зарабатывать на монетизации игровых предметов. Используя технологии, разработанные DMarket, разработчики могли продавать предметы игрокам, позволяя им продавать и обмениваться предметами друг с другом, зарабатывая на каждой из этих транзакций. Это создавало экономику виртуальных предметов. Игрокам платформа позволяла продавать и обмениваться игровыми предметами за реальные деньги.
В августе 2019 года, DMarket сменил концепцию сервиса, который позволяет пользователям покупать, продавать или обмениваться предметами из разных игр, создавать заявки на приобретение даже тех предметов, которые еще не были выставлены на продажу, и мгновенно покупать или обмениваться предметами по предложенной стоимости. Для разработчиков платформа внедрила систему предзаказов, позволив продавать игровые предметы до официального релиза игры.
В Интернете существуют и другие сервисы с похожей концепцией, например, Enjin Coin, Voxel, WAX.

## Функциональность
До августа 2019 года, когда платформа функционировала как маркетплейс, пользователи торговали или обменивались игровыми предметами из игр, подключённых к платформе через API DMarket, SDK для игр на Unity (доступна через Unity Asset Store). Платформа работает на технологии блокчейн (из соображений безопасности сделки между пользователями заключаются на блокчейне DMarket). На платформе действуют две валюты — доллар США, а также DMarket coin, которые приравниваются 1:1 к токену DMarket. DMarket токен оборачивается на площадках Bittrex и Upbit.
С августа 2019 года на платформе внедрена модель онлайн-сервиса обмена: продавцы делают заявки на продажу (ask), а покупатели формируют заявки на покупку (bid), которые исполняются в режиме реального времени. Сделка оформляется в контейнере Distributed Ledger на основе технологии распределённого реестра (DLT).